# GeoXACML
GeoXACML (Geospatial eXtensible Access Control Markup Language por sus siglas en inglés) es una extensión geoespacial del estándar OASIS XACML para la declaración y aplicación de políticas de acceso a información geográfica.

## Extensiones
En resumen, GeoXACML define:
- Modelo geométrico con el que los tipos de datos geométricos definen reglas de acceso
- Diferentes lenguajes de codificación para los tipos de datos geométricos
- Funciones de prueba para las relaciones topológicas entre geometrías.
- Funciones geométricas.